# Howard Kaminsky
Howard Kaminsky (* 7. Oktober 1924 in Long Beach (New York); † 7. Mai 2014 in Ocean Ridge) war ein US-amerikanischer Mittelalterhistoriker, der sich besonders mit den Hussiten, dem Großen Schisma und häretischen Bewegungen auseinandergesetzt hat.

## Leben
Den Ph.D. erwarb er 1952 an der University of Chicago (The Hussite movement in history). Er lehrte in Stanford und ab 1957 an der University of Washington, bevor er 1973 an die Florida International University wechselte. Er war ab 1987 Emeritus am Department of History der FIU.
Für seine Forschungen über Simon de Cramaud wurde Kaminsky 1961 und 1972 vom American Council of Learned Societies gefördert. 1976 war er Fellow der John Simon Guggenheim Memorial Foundation.
Seit 2007 war Kaminsky Fellow der Medieval Academy of America, 2009 wurde er zum Korrespondierenden Mitglied der Zentraldirektion der Monumenta Germaniae Historica gewählt. Die von Hartmut Hoffmann gegründete „Stiftung für Handschriftenforschung“ wurde von Kaminsky großzügig unterstützt.

## Schriften (Auswahl)
- A history of the Hussite revolution. Berkeley 1967, OCLC 671068.
- Simon de Cramaud and the Great Schism. New Brunswick 1983, ISBN 0-8135-0949-1.